# Святий Ієронім (Дюрер)

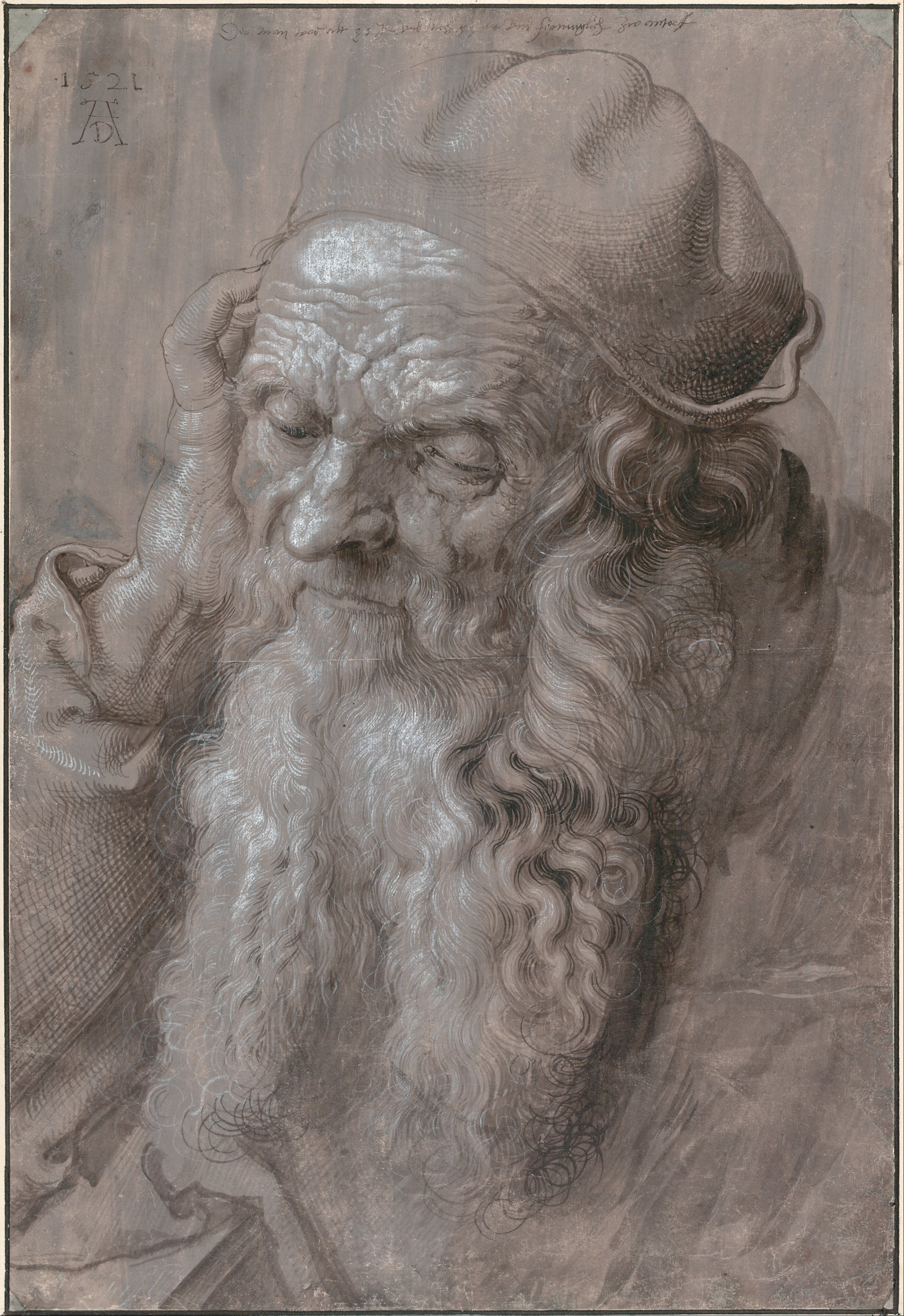
Preparatory drawing.

 «Святий Ієронім»  —   олійний живопис  німецького художника епохи Відродження Альбрехта Дюрера, завершений у березні 1521 року. Наразі знаходиться в Національному музеї старовинного мистецтва Лісабон, Португалія.

## Історія
Робота виконана Дюрером під час перебування в Нідерландах 1520–1521 рр. За  модель художник   використав постарілого місцевого чоловіка віком 93 роки. Підготовчий малюнок зберігається  у  Відні.
Художник подарував картину главі португальської торгової місії в Нідерландах Родріго Фернандес де Альмаде. Він залишався в родинній колекції останнього до 1880 року, коли  був переданий у діючий музей.

## Опис
Серед зображень святого Єроніма Дюрера - це ще один, що нагадує портрет.   
Святий Єронім - перекладач Біблії на латинську мову. З 15 століття він став покровителем християнських гуманістів. У португальському живописі того ж періоду він є одним із найбільш представлених святих. Сам Дюрер вже писав святого у 1514 році, розмірковуючи над Священним Писанням.
Для портрету художник взяв за модель 93-річного чоловіка. Фігура святого займає майже всю   картину, і автор вирішив звести навколишній простір до мінімуму. Більше уваги надається символіці різних атрибутів, на які Святий Єронім звертає увагу глядача. Композиція картини    врівноважена, з символічною діагоналлю, що йде  до розп'яття.  Великий контраст   між фоном зеленого та червоного кольору одягу. Художник акцентує на    книгах та черепах на передньому плані.    
Особливо  ретельно виписані  деталі,  і на обличчі (включаючи зморшки і біло-жовтувату бороду), ів інтер'єрі -  чорнильний папір праворуч та книжкова полиця ліворуч, а також розп'яття вгорі зліва.